# Алахар
Алахар (на испански: Alájar) е населено място и община в Испания. Намира се в провинция Уелва, в състава на автономната област Андалусия. Общината влиза в състава на района (комарка) Сиеера де Уелва. Заема площ от 41 km². Населението му е 806 души (по преброяване от 2010 г.). Разстоянието до административния център на провинцията е 112 km.

## Демография
| 1996 | 1998 | 1999 | 2000 | 2001 | 2002 | 2003 | 2004 | 2005 | 2006 |
| ---- | ---- | ---- | ---- | ---- | ---- | ---- | ---- | ---- | ---- |
| 771  | 750  | 769  | 781  | 789  | 776  | 794  | 774  | 804  | 821  |